# Siecieminek
Siecieminek – osada śródleśna w Polsce położona w województwie zachodniopomorskim, w powiecie koszalińskim, w gminie Sianów.
Według danych z 30 czerwca 2003 r. osada miała 6 mieszkańców.
W latach 1975–1998 miejscowość administracyjnie należała do województwa koszalińskiego.